# FC Saint-Pauloise
Der Saint-Pauloise Football Club ist ein Fußballverein von der französischen Insel Réunion. Der in Saint-Paul beheimatete Klub existiert bereits seit den 1920er Jahren, wurde jedoch im Laufe der Zeit zweimal unter neuem Namen gegründet, so hieß er bereits Stade St. Paulois, Union Sportive de Saint-Paul und Société Sportive de la Saint-Pauloise. Seinen aktuellen Namen trägt der Verein seit dem Jahr 2000. Bisher konnte die Mannschaft, die ihre Heimspiele Stade Paul-Julius-Bénard austrägt, insgesamt sieben nationale Meisterschaften und zweimal den Pokal gewinnen.

## Geschichte
1920 wurde der Verein auf Initiative des Bürgermeisters Achille Prémont als Stade St Paulois gegründet. 1935 spalteten sich auf Initiative mehrerer Spieler les juniors Saint-Paulois vom Klub ab und wurden erst 1957 als Union Sportive de Saint-Paul mit ihrem Mutterverein wiedervereinigt. Daher konnte die Mannschaft, die 1956, im Gründungsjahr der höchsten Spielklasse, in die Erstklassigkeit aufgestiegen war, den Spielbetrieb zwischenzeitlich nicht fortsetzen, gaben diesen nach neun Spielen auf und stiegen demzufolge direkt wieder ab. 1962 gelang der Union der Wiederaufstieg, jedoch verlor man bereits vier Jahre später das Relegationsspiel gegen die SS Saint-Louisienne mit 1:3 und stieg erneut ab, jedoch benötigte man diesmal nur eine Spielzeit zum Wiederaufstieg.
1971 kam es im Spiel gegen den Football Club de l’Ouest zum Eklat. Nach einer umstrittenen Abseitsentscheidung, die der Union als aktuellem Tabellenführer wenige Minuten vor Spielende das mögliche 1:1 versagte, kam es nach Spielende zu tätlichen Übergriffen auf gegnerische Spieler, Schiedsrichter und Offizielle. Infolgedessen schied der Verein nach elf Spielen aus der ersten Liga aus, wurde in die zweite Liga zwangsversetzt und durfte zwei Jahre nicht am Pokal teilnehmen. Die Vereinsoffiziellen nahmen dies zum Anlass, den Klub als Société Sportive de la Saint-Pauloise neu zu gründen. 
Unter neuem Namen gelang der direkte Wiederaufstieg sowie 1979 der erste Gewinn der nationalen Meisterschaft. Mit den 1980er Jahren folgte die erfolgreichste Dekade des Vereins mit vier Meistertiteln sowie dem Gewinn der Coupe de France Régionale 1986, die den Klub erstmals zur Teilnahme an der Coupe de France berechtigte. In den 1990er Jahren hatte der Klub zusehends weniger sportlichen Erfolg, was vor allem auf finanzielle und personelle Probleme zurückzuführen ist. Die Talfahrt mündete im letzten Platz der Saison 1995/96 und dem damit verbundenen Abstieg.
Im Jahr 2000 fusionierten daraufhin die Société Sportive de la Saint-Pauloise und Olympique de Saint-Paul zum Saint-Pauloise Football Club in seiner heutigen Form. Dem folgte gegen Ende der 2000er Jahre zunehmend sportlicher Erfolg mit dem Pokalsieg 2006, dem Gewinn der Coupe de France Régionale 2010 und 2012 sowie dem Double 2011. Bei allen bisherigen Teilnahmen am französischen Fußballpokal scheiterte der Verein bisher immer in der Einstiegsrunde, zuletzt 2012 mit 2:3 nach Verlängerung an der USL Dunkerque. 2014 konnte man erneut den nationalen Meistertitel feiern. 

## Erfolge
- Reunionischer Meister: 1979, 1981, 1983, 1985, 1986, 2011, 2014
- Reunionischer Pokalsieger: 2006, 2011
- Coupe de France Régionale: 1986, 2010, 2012